# مايك أرنولد
مايك أرنولد (بالإنجليزية: Mike Arnold)‏ هو سياسي أسترالي، ولد في 13 فبراير 1944. انتخب عضو المجلس التشريعي الفيكتوري.